# Åland
Åland (uitspraak: [ˈoːland]) (Zweeds: Åland; Fins: Ahvenanmaa) is een Finse regio met verregaande autonomie. Het grondgebied valt samen met de gelijknamige eilandengroep de Ålandseilanden in de Scherenzee, aan de monding van de Botnische Golf, halverwege Zweden en Finland. Tussen Zweden en Åland ligt de Ålandzee. Van de ruim 26.000 eilanden en scheren hebben 6.757 eilanden een oppervlak groter dan ¼ hectare. Deze hebben allemaal een naam. Van deze eilanden zijn er zo'n 65 bewoond. Het inwonertal bedroeg in 2020 ruim 30.000, twintig jaar eerder waren dat er nog zo'n 26.000. Ongeveer 40% van de inwoners woont in de hoofdstad Mariehamn en nog eens 18% in de buurgemeente Jomala. Åland heeft maar één klein stukje grens op land: op het onbewoonde eilandje Märket, dat voor de helft Zweeds grondgebied is. Åland is geheel Zweedstalig, het Zweeds is de enige officiële taal en communicatie met de Finse overheid geschiedt in het Zweeds. De regio is sinds 1856 gedemilitariseerd: forten of militaire aanwezigheid zijn verboden, en de bewoners hoeven niet te voldoen aan de Finse dienstplicht.

## Etymologie
De naam van Åland was in het Oernoords oorspronkelijk Ahvaland, dat 'land van water' betekent. Het Protogermaanse woord 'ahwō' is verwant aan het Latijnse woord voor water: 'aqua'.
In het Zweeds ontwikkelde het woord zich eerst tot Áland en uiteindelijk tot Åland, wat letterlijk 'beek-land' betekent, hoewel Åland nagenoeg geen rivieren of beken heeft. De Finse en Estische benamingen van deze regio, respectievelijk Ahvenanmaa en Ahvenamaa zijn vermoedelijk van dezelfde oorspronkelijke naam afgeleid.

## Geschiedenis

### Prehistorie
Tijdens de ijstijden was dit gebied bedekt door een kilometers dikke ijslaag, en door het gewicht daarvan geheel onder water gedrukt. Nadat het ijs van de laatste ijstijd (het Weichselien) was verdwenen, veerde het land op. Door deze zogeheten postglaciale opheffing, die tot heden doorgaat, steeg de bodem en kwamen ongeveer 10.000 jaar geleden de eerste toppen van de Ålandeilanden boven water te liggen. Dit water was de voormalige Yoldiazee die door hetzelfde proces van opheffing net was afgesloten van de Atlantische Oceaan en zo veranderd was in het Ancylusmeer.
In de steentijd bestond de eilandengroep uit enkele zeer kleine eilandjes, die met name 's winters periodiek bewoond werden door pelsjagers die waarschijnlijk over het ijs of per boomstamkano vanuit het oosten arriveerden. De oudst bekende tekens van menselijke bewoning in dit gebied dateren van 4000 jaar voor Christus en behoren tot de kamkeramiekcultuur. De oorspronkelijke eilandjes vormen nu de hoogste toppen, waaronder de 129 meter hoge Orrdalsklint. Rond 2500 voor Christus verscheen de Pitted-warecultuur in deze regio, enkele eeuwen later gevolgd door de Kiukainencultuur. Rond de 1e eeuw voor Christus bereikte - relatief laat - het gebruik van brons deze regio, waardoor de bronstijd begon. In de 5e en 6e eeuw zijn er geen tekenen van bewoning in dit gebied te vinden; de oorzaak is onbekend. Rond de 7e eeuw vestigde zich vanuit het westen een nieuwe golf kolonisten in de regio. Gedurende de ijzertijd en de periode van de Vikingen was deze regio vrij dicht bevolkt, wat te zien is aan talloze walburchten en grafvelden uit deze tijd.

### 12e - 19e eeuw

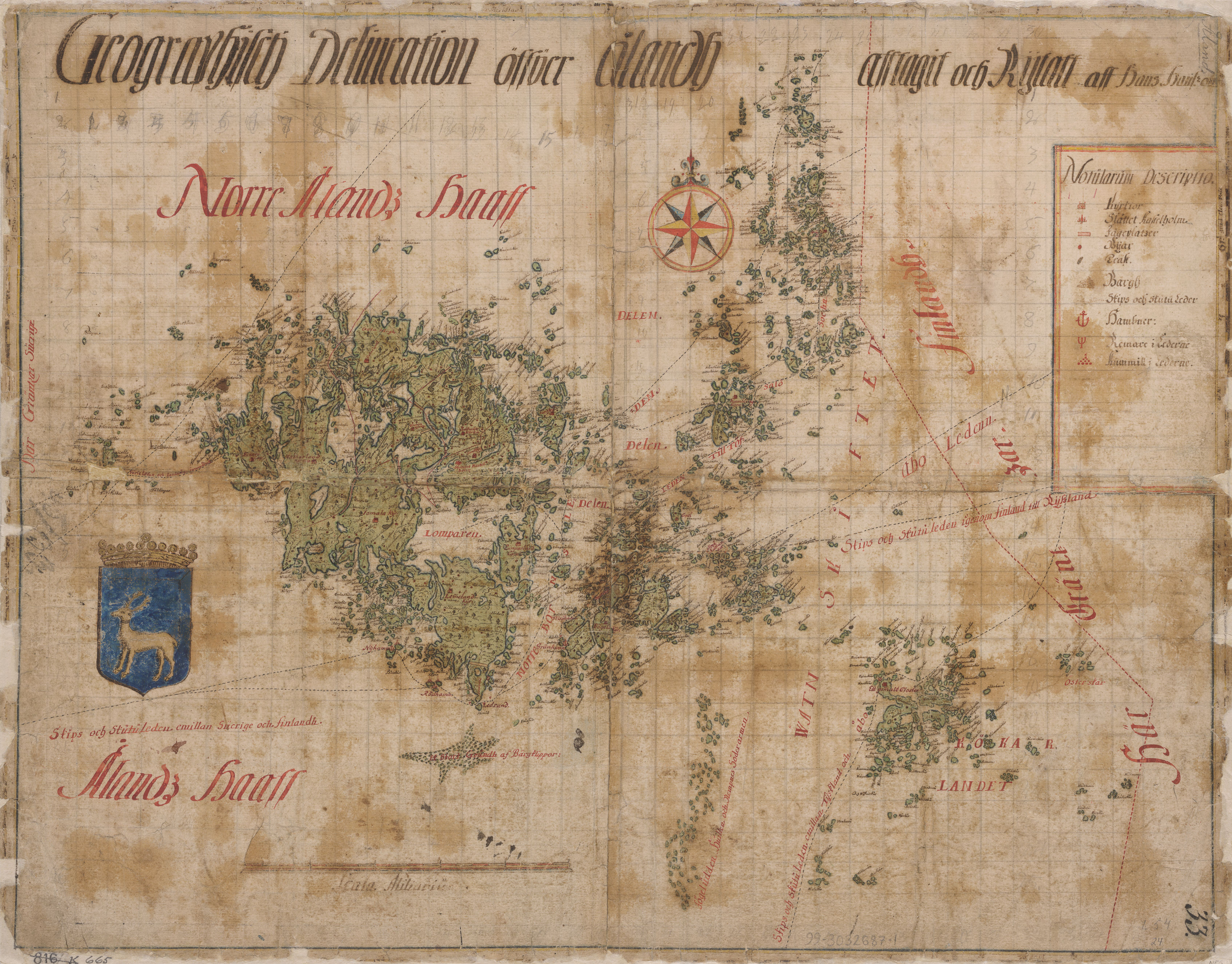
Zweedstalige kaart van Åland uit de 17e eeuw.

Er wordt verondersteld dat de Ålands-eilanden in de 12e eeuw werden veroverd of bezet door de Zweedse koning Erik IX van Zweden ('Erik de Heilige'), tijdens een van de kruistochten tegen de heidense Finnen.
In de Middeleeuwen fungeerden de Ålandseilanden lange tijd als bruggenhoofd toen Finland deel ging uitmaken van het Zweedse rijk. De belangrijkste communicatie-ader, de postroute, liep over deze eilanden. Het kasteel Kastelholm dat langs deze route lag, had een centrale rol. Bestuurlijk werd de eilandengroep bij Finland ingedeeld, wat gevolgen zou hebben voor haar latere status.
Vanwege de militair-strategische ligging had Åland te lijden van de oorlogen tussen Zweden en Rusland. Tijdens de Grote Noordse Oorlog (1700-1721) werd de eilandengroep door de Russen onder Peter de Grote verwoest en werd een groot deel van de bevolking geëvacueerd, totdat de eilanden bij de Vrede van Nystad in 1721 weer Zweeds werden. Toen heel Finland aan het eind van de Finse Oorlog in 1809 onder tsaar Alexander I in Russische handen viel, werd Åland, met uitzondering van de helft van het rotseilandje Märket, bij de Vrede van Fredrikshamn gedwongen hierin mee te gaan. Na afloop van de Krimoorlog, waarbij het nog onvoltooide Russische fort Bomarsund door de Fransen en Engelsen werd vernietigd, werd in de Vrede van Parijs (1856) vastgelegd dat de eilandengroep geen militaire bedreiging meer mocht vormen en gedemilitariseerd moest worden. Åland bleef echter wel in Russische handen, omdat geen ander land er aanspraak op wilde maken.
In de 18e eeuw, en ook nog in 1853 en 1862, werden de eilanden geteisterd door ernstige malaria-epidemieën, door het talrijk voorkomen van de mug Anopheles claviger en het overvloedig voorkomen van poeltjes waarin deze muggen konden groeien.

### 20e eeuw
Bij de uitbraak van de Eerste Wereldoorlog heeft Rusland, in strijd met de Vrede van Parijs, de eilanden bewapend en in 1916 werd er zelfs een duikboothaven aangelegd.
Toen Finland in 1917 kort na het uitbreken van de Russische Revolutie onafhankelijk werd, brak een discussie over de toekomst van Åland uit. De meerderheid van de bewoners, volledig op Zweden georiënteerd, zocht middels een referendum aansluiting bij dat land: 95% van de inwoners stemde vóór aansluiting bij Zweden. Finland wilde de archipel echter graag behouden.
De kwestie werd voorgelegd aan de pas opgerichte Volkenbond, die in 1921 besliste dat de eilanden bij Finland zouden blijven, mits autonomie en behoud van de Zweedse cultuur gegarandeerd bleven. Ook werd de militair neutrale status verder vastgelegd. Dit had tot gevolg dat schepen die onder Ålandse vlag voeren gedurende de Tweede Wereldoorlog neutraal waren, en relatief veilig transporten voor zowel de geallieerden als voor de Duitsers konden verzorgen.

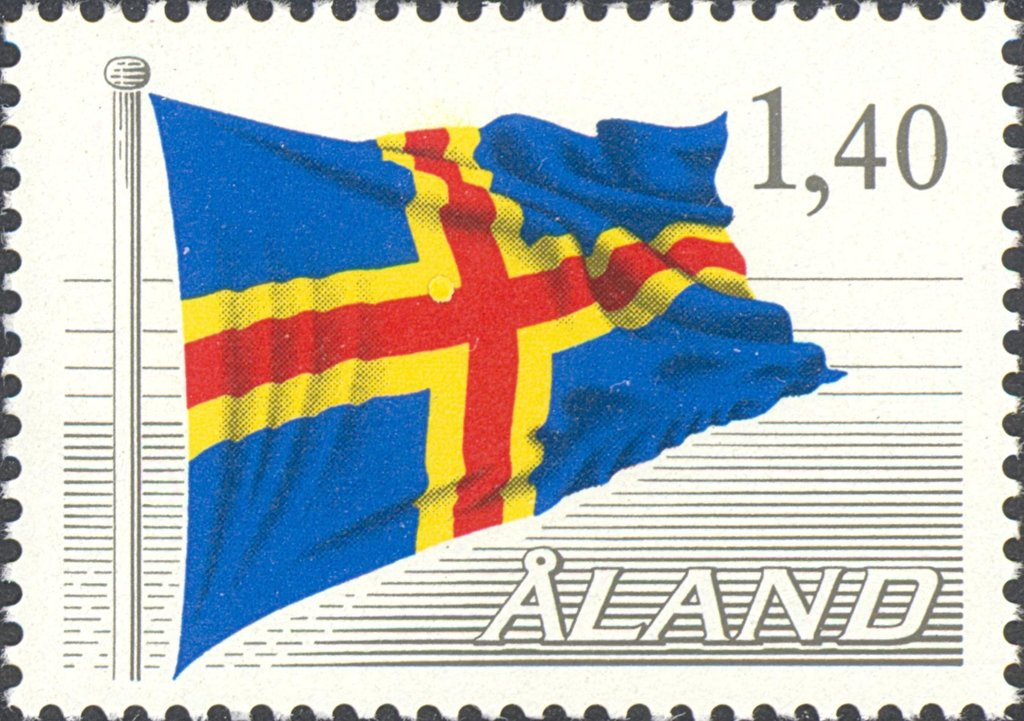
postzegel uit 1984 met vlag van Åland

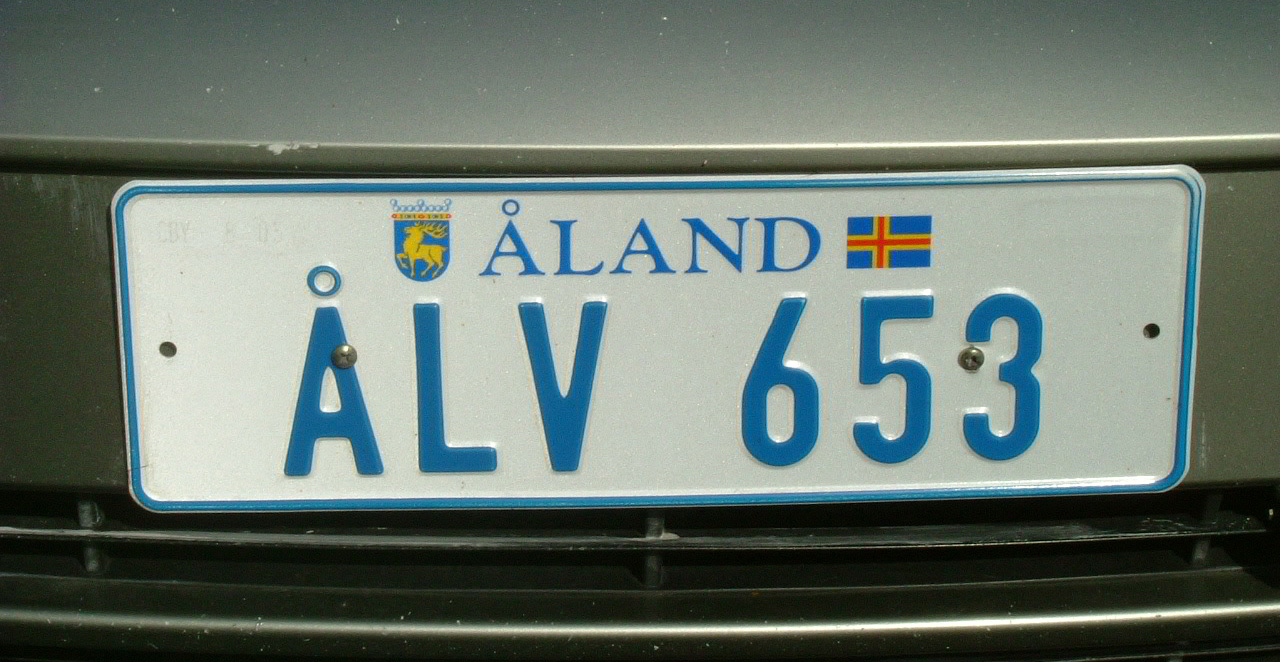
Ålandse kentekenplaat. Deze beginnen vrijwel altijd met de letters ÅL.

## Autonomie
Åland heeft een autonome regering en een eigen parlement en is lid van de Noordse Raad met één zetel. Åland is met één afgevaardigde vertegenwoordigd in het Finse parlement. Verder bezit Åland een eigen politiekorps, een eigen vlag (sinds 1954), een eigen volkslied (Ålänningens sång), eigen kentekenplaten, een eigen internetextensie (.ax) en geeft het sinds 1984 eigen postzegels uit. Het vijfcijferige systeem van postcodes wordt met Finland gedeeld: Åland heeft de postcodes van 22000-22999. Eveneens heeft Åland een eigen postservice. Ålandse schepen varen niet onder Finse maar onder Ålandse vlag.
De autonome status is verankerd in artikel 120 van de Finse Grondwet en wordt nader uitgewerkt in een zogeheten autonomiewet, die de bevoegdheden van Åland regelt. Finland kan de autonomie niet eenzijdig inperken, omdat artikel 69 van de autonomiewet bepaalt dat deze alleen gewijzigd kan worden als zowel het Finse als het Ålandse parlement daar mee instemmen met een 2/3 meerderheid.
Vanwege de speciale staatkundige status hebben er in het najaar van 1994 twee referenda plaatsgevonden over toetreding tot de Europese Unie. Het eerste referendum vond plaats als onderdeel van het Finse referendum; het tweede referendum betrof de aparte status van Åland. Bij dit laatste referendum werd met 73,64% van de stemmen gestemd vóór deelname aan de EU. Daarmee is het het enige autonome territorium dat lid is van de EU, aangezien Faeröer in 1973 het EU-lidmaatschap afwees, en Groenland in 1985 de EU verliet.
Bij de toetreding tot de EU heeft Åland binnen de EU een speciale status bedongen, vooral op belastingtechnisch gebied. Dat laatste vooral omdat anders de belangrijkste inkomstenbron voor de eilanden zou wegvallen.
Åland kent het 'hembygdsrätt': het recht van domicilie: iedereen die een of beide ouders heeft die Ålander zijn, verkrijgt automatisch dat recht; iedereen die de Finse nationaliteit heeft, ten minste 5 jaar in Åland heeft gewoond en aantoont de Zweedse taal voldoende machtig te zijn, kan dit recht aanvragen. Iedereen die langer dan 5 jaar buiten Åland woont, verliest dat recht. Enkel mensen die het hembygdsrätt hebben, mogen in Åland land kopen, een woning kopen, een bedrijf beginnen en het stemrecht uitoefenen. De regering kan uitzonderingen hierop toestaan.

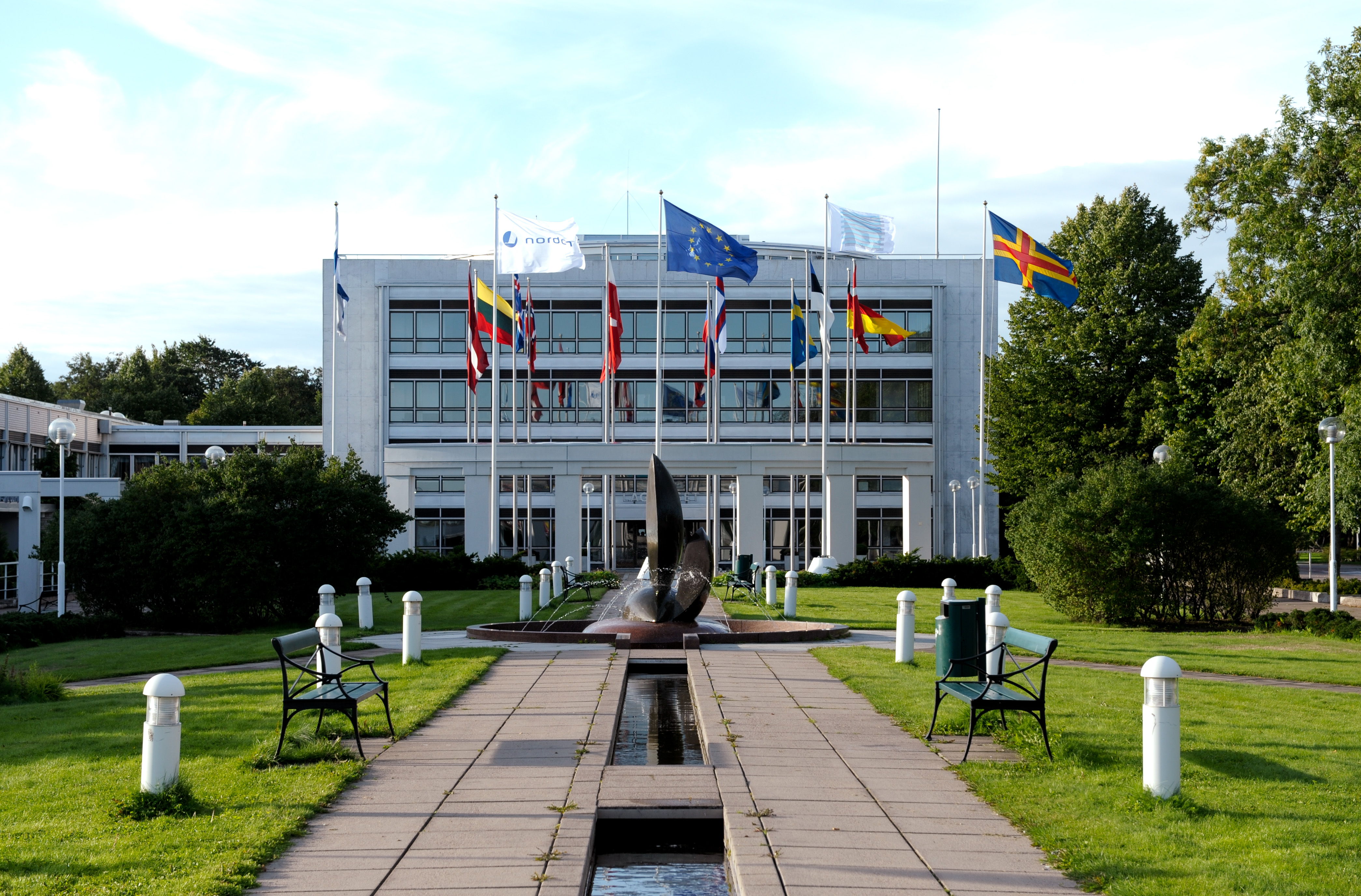
Het Ålandse parlementsgebouw in Mariehamn

## Bestuur en politiek
Åland heeft binnen Finland een grondwettelijk afwijkende status, waarbij een grote mate van zelfbestuur hoort. In 1922 vonden de eerste verkiezingen plaats in Åland, en op 9 juni 1922 werd het eerste Ålandse parlement geïnstalleerd. 9 juni is daarom een nationale feestdag in Åland. Het Ålandse parlement (Lagting) telt dertig leden; de uitvoerende macht berust bij de landschapsregering. De regering heeft een minister-president (Lantråd) en 6 ministers. Bij de verkiezingen in 2019 haalden alle 8 de deelnemende partijen de kiesdrempel en er werd een coalitieregering van drie partijen gevormd.
Åland kent 16 gemeenten (kommuner) met elk een eigen gemeentebestuur. Sommige gemeenten werken intensief samen.

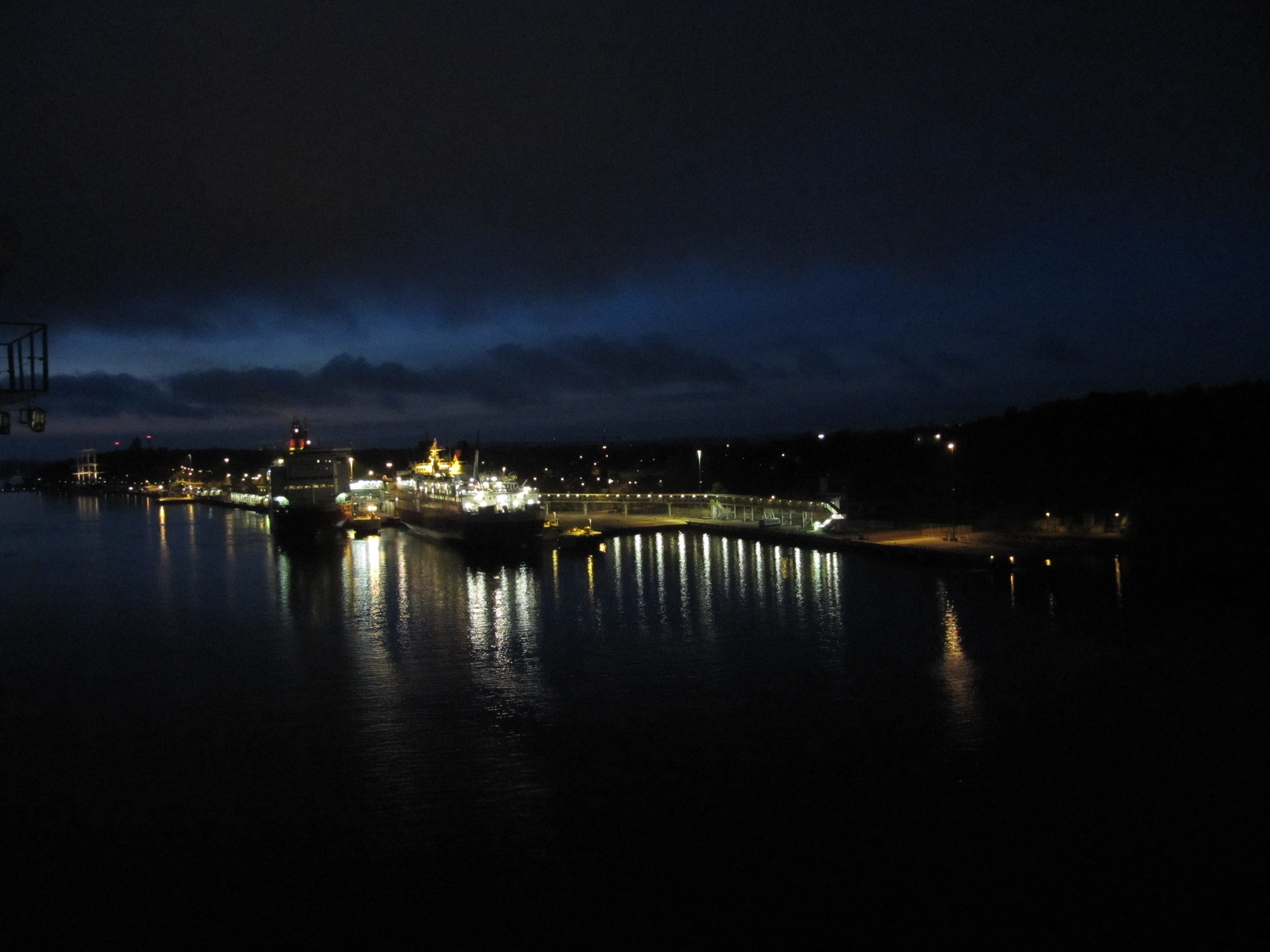
Nachtelijke bedrijvigheid in de westelijke haven van Mariehamn

## Economie
De drie belangrijkste pijlers onder de economie van Åland zijn scheepvaart, handel en toerisme. In mindere mate spelen landbouw, visserij en industrie een rol. Het land heeft van oudsher een rijke scheepvaarthistorie: In het verleden was Mariehamn de thuishaven van vele grote zeezeilschepen, waarvan het museumschip de Pommern in de haven van de hoofdstad de herinnering draagt. Maar ook nu zijn meerdere grote rederijen in Mariehamn gevestigd, en draagt de scheepvaartindustrie voor ongeveer 40% bij aan de economie.
Doordat Åland wel tot de Europese Unie behoort maar niet binnen het btw-gebied van de Europese Unie valt, kunnen op schepen die Åland aandoen, tabakswaren en alcoholica btw-vrij verhandeld worden, wat de scheepvaartmaatschappijen en indirect de lokale economie ten goede komt. De grote veerboten tussen Stockholm en Helsinki of Turku maken om die reden allemaal een tussenstop op Ålands grondgebied: in Mariehamn of Långnäs.
Het toerisme profiteert van het relatief milde klimaat op deze eilanden. Jaarlijks wordt Åland bezocht door ongeveer 200.000 toeristen; voornamelijk Zweden en Finnen. Een belangrijk deel van het toerisme heeft betrekking op hotelovernachtingen (212.000 overnachtingen in 2017), maar er is ook veel verhuur van vakantiehuisjes die over heel Åland verspreid te vinden zijn, en daarnaast op vele indoor- en outdooractiviteiten die er worden bedreven. Daarnaast bestaat een groot deel van de bezoekers uit passagiers van cruiseschepen die vooral uit zijn op accijnsvrij alcohol inkopen. De landbouw heeft voornamelijk een lokale betekenis en levert met name granen en aardappelen op. Veeteelt is er bijna niet. Visserij is zeer bescheiden, maar er verschijnen in toenemende mate viskwekerijen. De industrie bestaat voornamelijk uit talrijke kleine bedrijfjes, met als uitzondering enkele grote bedrijven zoals een fabriek die medische materialen (infusen, katheters) produceert en een groot bedrijf dat aardappelchips fabriceert.
Een opkomende industrie is de windenergieproductie. Ongeveer 20% van het totale energieverbruik van Åland (51,5 MWh in 2018) wordt opgewekt met windenergie. Er zijn met name grote windmolenparken ten zuiden van Lemland.
Om ontvolking van de toch al dunbevolkte kleinere eilanden tegen te gaan, is er een netwerk van glasvezelkabels aangelegd, zodat ook mensen die op afgelegen eilanden wonen, internetdiensten kunnen aanbieden en op die manier in hun bestaan kunnen voorzien.
Het aantal mensen dat gedurende heel 2018 werkeloos was, bedroeg 92 (37 vrouwen en 55 mannen); het aantal mensen dat een deel van dat jaar werkeloos was, bedroeg 1.352. Het welvaartsniveau van Åland was het hoogst van heel Finland. In 2015 bedroeg het bruto binnenlands product 1,268 miljard euro.

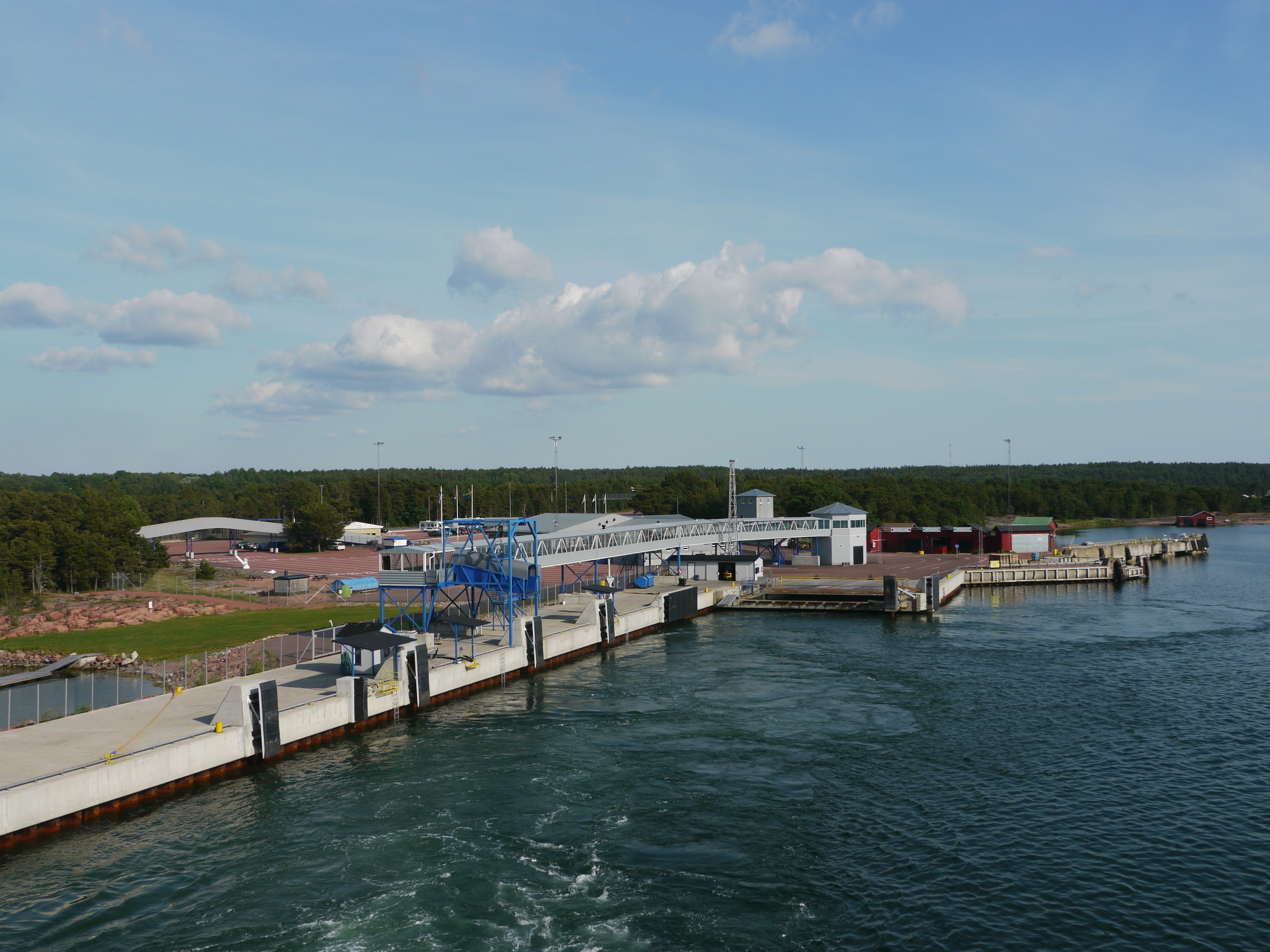
De veerhaven Berghamn, vanwaar veerboten naar Zweden vertrekken.

## Verkeer
Åland, met name het hoofdeiland, heeft een goede verkeersinfrastructuur. Veerboten vanaf Zweden en Finland arriveren op meerdere plaatsen, en er is op de eilanden een goede weginfrastructuur. De grotere wegen hebben vrijliggende fietspaden. De bewoonde eilanden worden onderling verbonden door een netwerk van bruggen, dijken en pontjes, en veerverbindingen verzorgd door Ålandstrafiken, dat ook enkele busverbindingen op het hoofdeiland verzorgt. Åland heeft één internationale luchthaven: Luchthaven Mariehamn, vlak bij de hoofdstad. Daarnaast is er nog een kleine airstrip op het eiland Kumlinge. Veel bewoonde eilanden hebben bovendien een helipad, dat gebruikt kan worden voor (medische) noodgevallen en als de wateren om de eilanden zover zijn dichtgevroren dat scheepvaartverbindingen uitvallen, maar nog niet zover dat het mogelijk is om met auto's over het ijs heen te rijden.

## Cultuur
Åland kent meerdere koren en theater- en muziekgezelschappen. Bekende schrijvers als Sally Salminen, Anni Blomqvist en Ulla-Lena Lundberg komen van Åland en hebben erover geschreven. De Finse landschapsschilder Victor Westerholm had er eind 19de eeuw zijn zomerverblijf waar hij een kunstenaarskolonie stichtte en hij schilderde veel Ålandse landschappen. In de zomer zijn er meerdere muziekfestivals.

## Media
Åland heeft meerdere radiostations en twee eigen particuliere tv-stations: Åland24 en TV Åland, die beide meerdere keren van eigenaar zijn verwisseld. Åland heeft twee kranten: Ålandstidningen en Nya Åland.

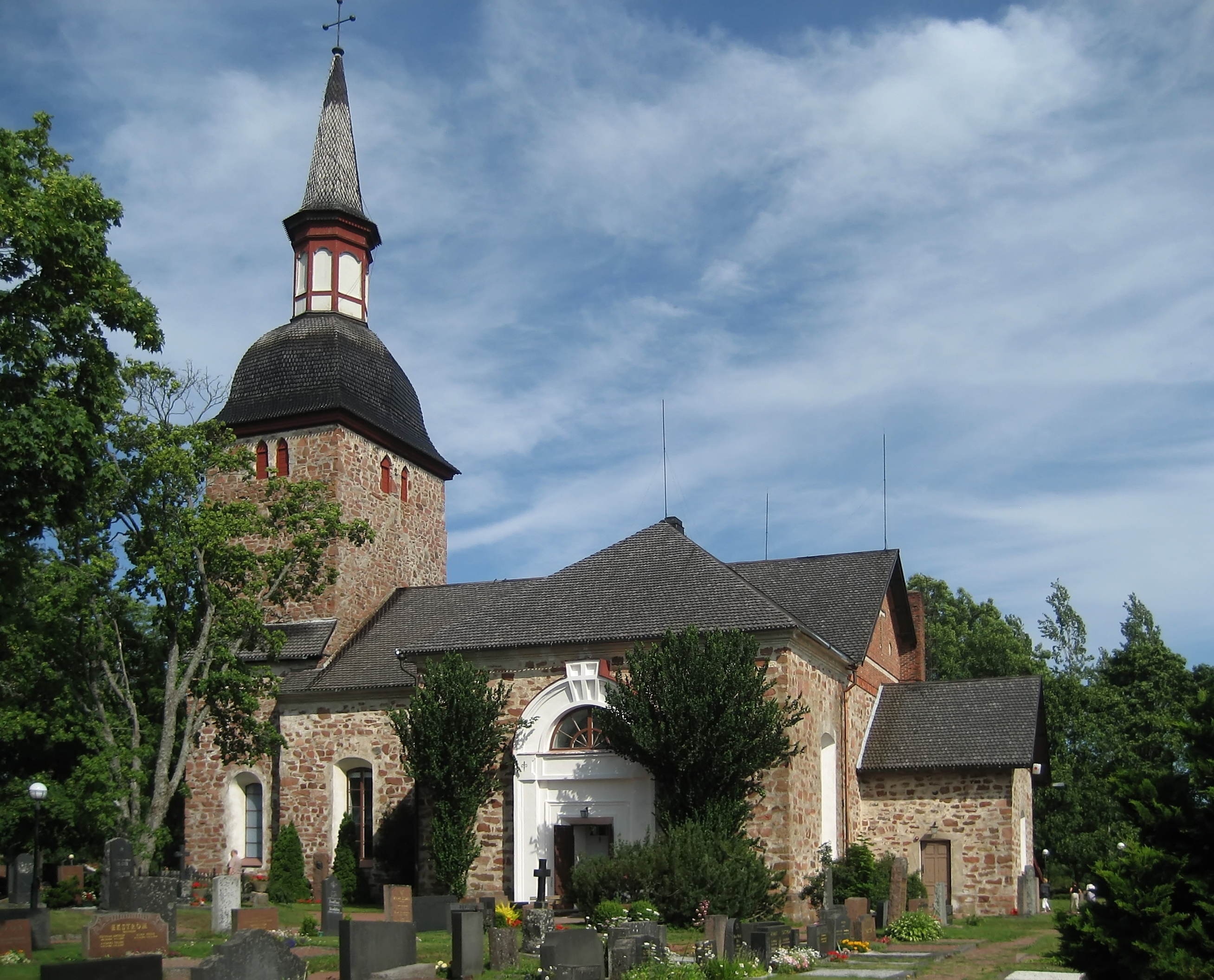
De kerk van Jomala

## Religie
De grote meerderheid van de inwoners van Åland, 78,3%, rekent zichzelf tot de Evangelisch-Lutherse Kerk van Finland. Ruim 20% beschouwt zichzelf als ongelovig. Andere religies zijn marginaal vertegenwoordigd.
Åland heeft enkele zeer oude kerkgebouwen. Het oudste is de kerk van Jomala, gewijd aan Olaf II van Noorwegen, patroonheilige van Åland. Deze kerk is vermoedelijk gebouwd tussen 1260 en 1280. De grootste kerk van Åland, die in Sund, dateert uit dezelfde eeuw. Door haar dikke stenen muren heeft ze meerdere branden en oorlogen heelhuids doorstaan.

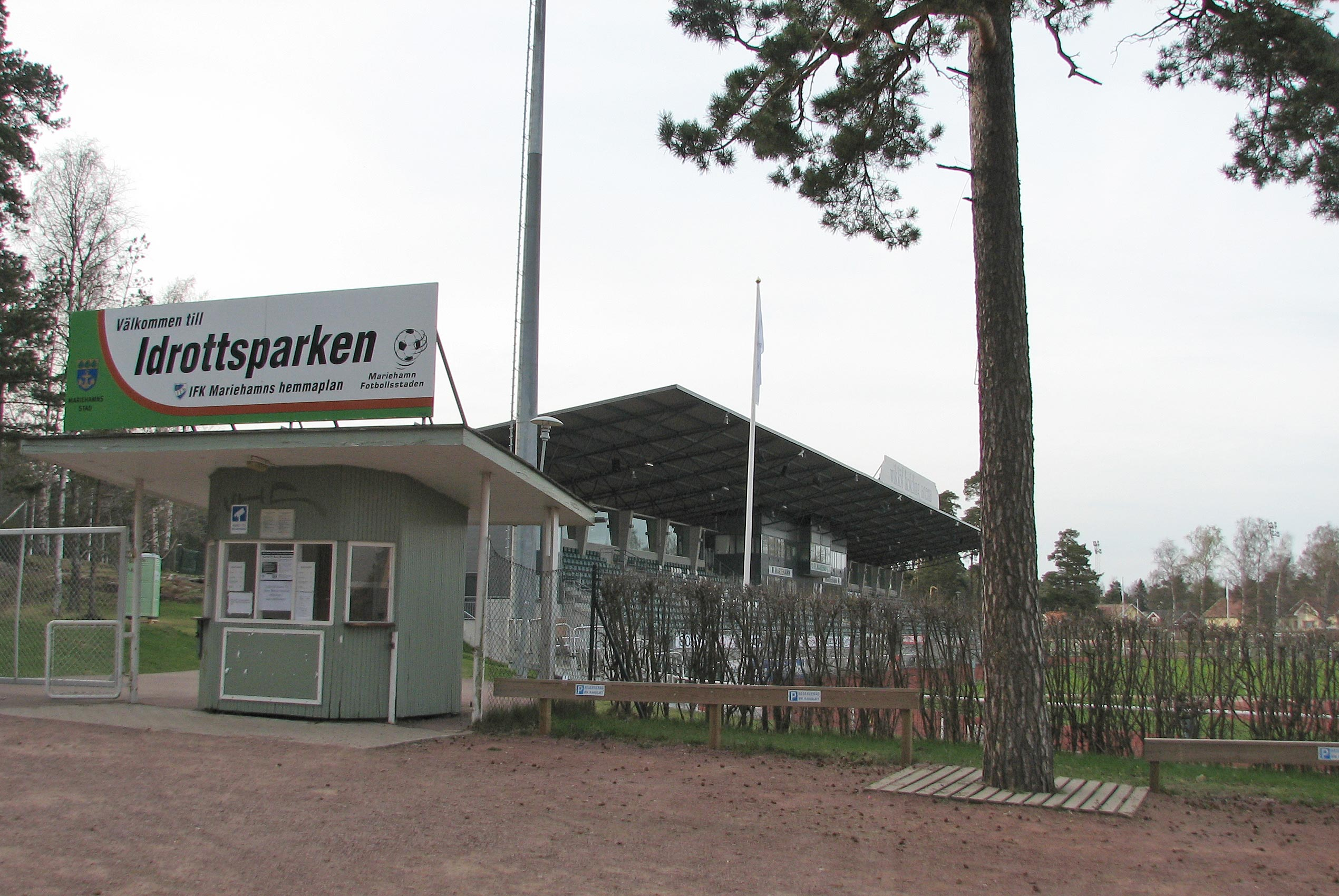
Wiklöf Holding Arena, sportterrein voor meerdere sporten, in Mariehamn

## Sport en recreatie
Åland heeft enkele tientallen sporthallen, verspreid over het hoofdeiland. Ze zijn geschikt voor talloze sporten, variërend van voetbal, hockey, tennis, judo, schieten, curling, bowling etc. Daartoe behoren Eckeröhallen; een grote hal met kunstgras in Storby in het uiterste westen, en een indoor ijsbaan in Mariehamn. Er zijn twee overdekte zwembaden: één in Mariehamn, het andere in Godby.
Er zijn ook zeer veel buitensporten mogelijk, variërend van paardrijden, fietsen, wandelen en golfen tot aan vele watersporten zoals zwemmen, surfen, kajakken, zeilen en duiken. 's Winters zijn er wintersporten mogelijk, waaronder schaatsen en langlaufen op de dichtgevroren meren en zee.
IFK Mariehamn is een van de meest bekende sportclubs van de eilandengroep. De voetbalafdeling kwam in 2005 als eerste Ålandse club ooit uit in de Veikkausliiga, het hoogste Finse voetbalniveau. In 2016 werd opnieuw geschiedenis geschreven, toen werd IFK Mariehamn voor het eerst Fins landskampioen.
De vrouwenvoetbalclub Åland United werd in 2009 en 2013 al eens de beste ploeg van de Finse vrouwencompetitie, in 2020 werd het opnieuw landskampioen.

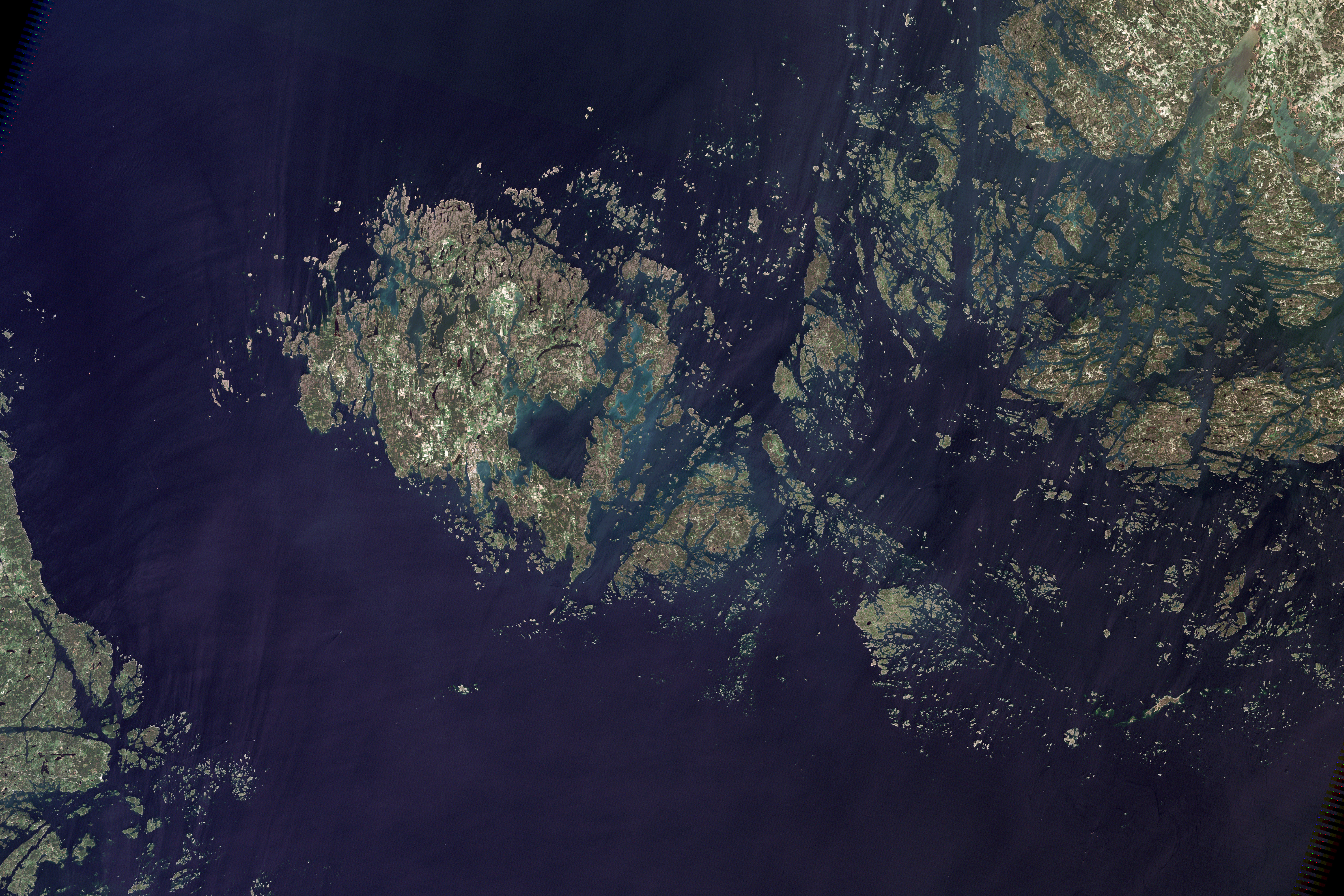
Deze satellietopname geeft een indruk van het enorme aantal eilanden in deze archipel

## Geografie
Åland is gelegen op de overgang tussen Oostzee en Botnische Golf, op een strategische positie tussen Stockholm en Turku. Het bestaat uit vele duizenden eilanden. Het exacte aantal eilanden is niet vast te stellen, omdat vele eilanden kleine kale rotsen zijn, waarbij niet duidelijk is wanneer het alleen een rots is en wanneer een echt eiland. Het gebied gaat in het oosten over in de Archipel van Turku, eveneens bestaande uit duizenden eilanden. Het water rondom deze beide eilandengroepen wordt wel de Scherenzee of Archipelzee genoemd.
Door de postglaciale opheffing komt het land hier elke eeuw ongeveer 70 cm omhoog, waardoor er continu nieuwe eilanden ontstaan maar ook eilanden verdwijnen doordat ze aan elkaar of aan het vasteland vastgroeien. Veel delen van het hoofdeiland dragen dan ook nog de naam van een voormalig eiland, en ook dragen sommige eilanden meerdere namen doordat ze vroeger uit meerdere aparte eilanden bestonden. Door de bodemstijging gebeurt het ook regelmatig dat vaarwegen onbevaarbaar worden, en dat havens verder in de richting van de zee verlegd moeten worden.
Door de (absolute) zeespiegelstijging wordt dit effect enigszins teniet gedaan.

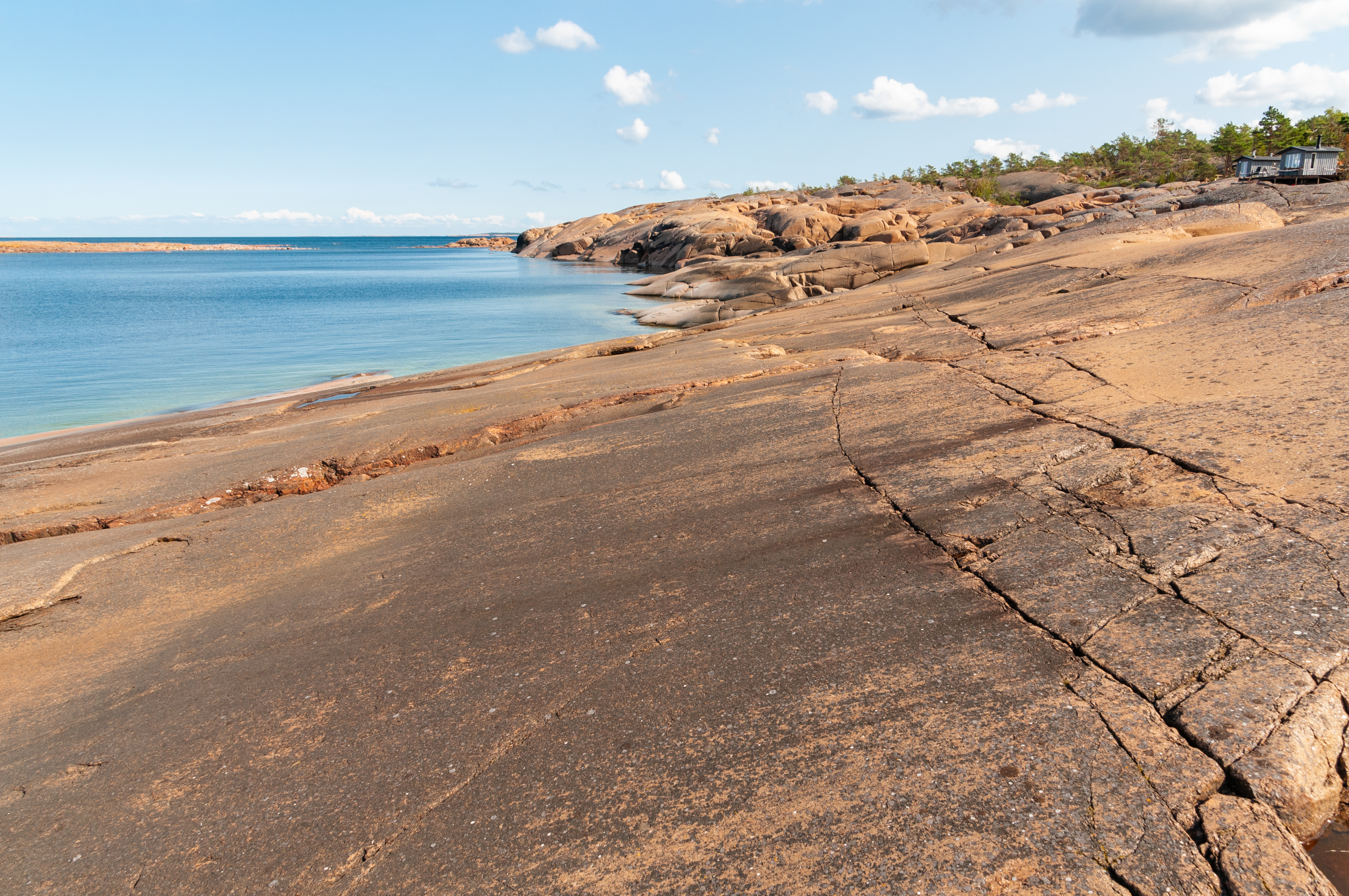
Door het ijs gladgeschuurde rode granietrotsen: typisch voor de bodem van Åland

## Geologie
Het overgrote deel van Åland bestaat uit metamorf en stollingsgesteente. Het hoofdeiland bestaat voornamelijk uit rood graniet; in het oosten komt gneis voor. Het gesteente dateert uit het Precambrium (1,6 miljard jaar geleden) en behoort tot het Baltisch schild. In deze periode waren er in het gebied verschillende magmakamers, waarvan er een in het noorden van Brändö goed op de kaart te herkennen is: de Åva-ring.
Het hoofdeiland heeft een centraal meer van zo'n 9 km in diameter: Lumparn. In tegenstelling tot de zee in de omgeving heeft dit meer nagenoeg geen eilanden. De reden is dat dit een inslagkrater is van een meteoriet die hier circa 1 miljard jaar geleden is ingeslagen en een schotelvormige kom heeft achtergelaten.
Het land is zwaar gevormd door de ijstijden, toen het land onder het gewicht van een ijslaag van wel 3 km dik geheel onder water werd gedrukt, en de rotsen door gletsjers werden gladgeschuurd. In de afgelopen 13.000 jaar is het land geleidelijk omhoog gekomen en dat gebeurt nog steeds: de al eerder genoemde postglaciale opheffing. De hoogste toppen bevinden zich in het noordoosten van het hoofdeiland. De Orrdalsklint is, met een hoogte van momenteel 129 meter, de hoogste top.

## Natuur

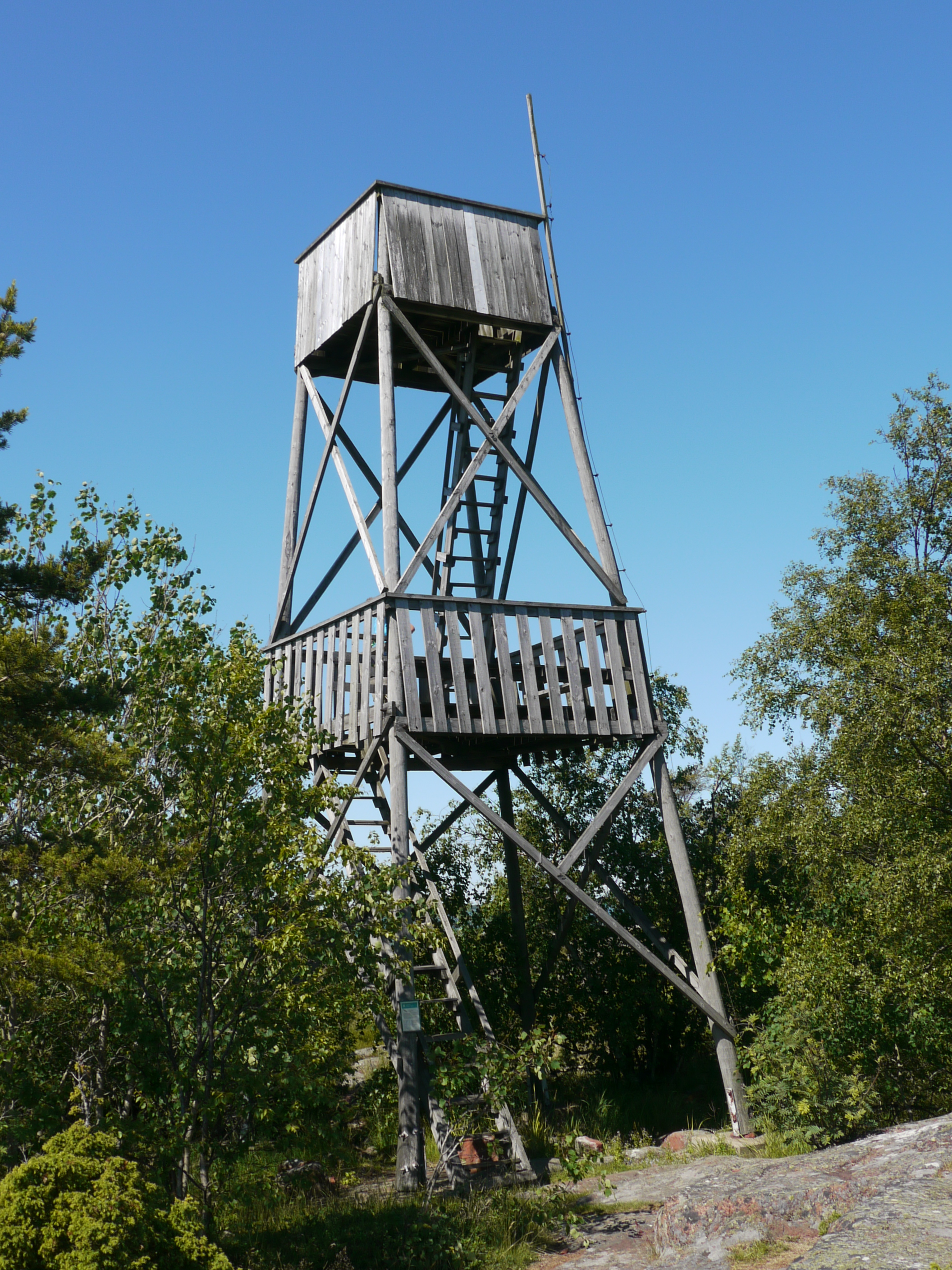
Uitkijktoren in een natuurgebied in het zuiden van Åland

Door de invloed van het water van de Oostzee is het klimaat op de eilanden wat droger en zonniger dan op het vasteland van Zweden en Finland. De bodem is - indien aanwezig - meestal erg dun, waardoor met name de kleinere eilanden vaak kaal en rotsig zijn, hooguit begroeid met gras en struiken. Op de plaatsen waar zich wel een begroeibare bodem heeft kunnen afzetten, groeit van oorsprong gemengd bos, met dennen, sparren, eiken, berken, essen, iepen, esdoorns en lindes. Van oorsprong komen er in Åland 25 soorten zoogdieren voor: voornamelijk knaagdieren maar ook elanden, edelherten en reeën. Op de eilanden broeden 130 vogelsoorten, waaronder de zeearend, die in de jaren 70 nagenoeg uitgestorven was maar tegenwoordig dankzij een intensief beschermingsprogramma regelmatig te zien is.
Åland kent talloze grotere en kleinere natuurgebieden, waar speciale regels gelden. Op veel plaatsen zijn natuurpaden aangelegd en uitkijktorens geplaatst.
Het allemansrecht dat in het grootste deel van Scandinavië geldt, is in Åland beperkt van kracht: op veel gebieden is wildkamperen en het plukken van wilde bloemen en planten niet toegestaan. Ook mogen veel gebieden niet betreden worden tijdens het broedseizoen van vogels.